# Castelo de Culcreuch

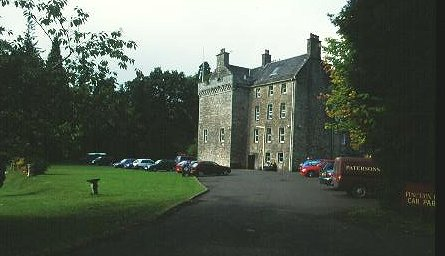
O castelo de Culcreuch.

O Castelo de Culcreuch é um castelo escocês localizado no vilarejo de Fintry, próximo a Loch Lomond. Ele tem sido a residência dos Barões de Culcreuch desde 1699.

## História
O castelo foi construído em 1296 por Maurice Galbraith. Ele foi a sede do clã Galbraith de 1320 à 1624, quando foi vendido para um primo, Alexander Seton de Gargunnock, para liquidar um débido financeiro.
Em 1632, o castelo foi adquirido por Robert Napier, o filho mais jovem de John Napier. A família Napier ocupou a propriedade por cinco gerações. O castelo foi usado para guarnecer as tropas de Oliver Cromwell em 1654. Em 1796, o castelo foi vendido para Alexander Spiers de Glasgow, que construiu uma algodoaria e uma destilaria em Fintry. Ele foi novamente vendido em 1890 para J. C. Dunwaters, e mais uma vez em 1901, para Walter Menzies. Passou para a posse de Hercules Robinson na década de 1970, o último da linha da família Menzies. O castelo de Culcreuch foi vendido pela última vez em 1984, para Arthur Haslam, que opera o lugar como um hotel.
Encontra-se classificado na categoria "A" do "listed building" desde 5 de outubro de 1971.